# Последња кућа са леве стране (филм из 2009)
Последња кућа са леве стране (енгл. The Last House on the Left) амерички је хорор филм из 2009. године, режисера Дениса Илијадиса. Представља римејк истоименог филма Веса Крејвена из 1972. Главне улоге тумаче Тони Голдвин, Моника Потер, Гарет Дилахант, Арон Пол и Сара Пакстон. Крејвен је учествовао и у стварању овог филма као продуцент.
Продукцијска кућа „Роуг пикчерс” је 2006. откупила права на филм и тада се кренуло са планирањем римејка. Вес Крејвен је био заинтересован да види како би филм изгледао са већим буџетом, пошто је у оригиналу из 1972, због веома ниског буџета, био принуђен да избаци сцене које је желео да сними како би завршио причу. Првобитни сценарио, који је написао Адам Алек, садржао је елементе натприродног, звог чега га је студио одбацио и унајмио Карла Елсворта да направи преправке. Један од елемената које је редитељ Илијадис по сваку цену желео да избегне, јесте претварање филма у сплатер пун сцена мучења − поджанр који је 2000-их постао популаран због филмског серијала Слагалица страве. За Крејвена и Илијадиса, Последња кућа са леве стране пре свега илуструје како једна најнормалнија породица може бити доведена дотле да почини најстрашнија убиства. Крејвен је сличну тему, али на нешто другачији начин, обрадио и у свом филму Брда имају очи (1977).
Филм је добио генерално позитивне критике и зарадио преко 46 милиона долара, са три пута мањим буџетом. Био је номинован за Награду Сатурн за најбољи хорор филм.

## Радња
Сара Пакстон и њена најбоља другарица, Пејџ, постају жртве одбеглих криминалаца. Игром случаја, зликовци се сусрећу са Мариним родитељима у последњој кући са леве стране и тада почиње њихова освета.

## Улоге
| Глумац             | Улога            |
| ------------------ | ---------------- |
| Тони Голдвин       | др Џон Колингвуд |
| Моника Потер       | Ема Колингвуд    |
| Гарет Дилахант     | Круг Стило       |
| Арон Пол           | Франсис          |
| Спенсер Трит Кларк | Џастин Стило     |
| Рики Линдхоум      | Сејди            |
| Сара Пакстон       | Мари Колингвуд   |
| Марта Макисак      | Пејџ             |
| Мајкл Боуен        | поручник Мортон  |

## Разлике у односу на оригинал
Неким ликовима су промењена имена. Марина мајка се у оригиналу звала Естела, а у римејку Ема, најбоља другарица јој се звала Филис, а сада се зове Пејџ. Такође, у оригиналу није помињано да се Кругов син зове Џастин (био је ословљаван са „Јуниор”), нити му је Франсис био брат (у оригиналу се звао Фред Подовски).
Највећа разлика је што у овом филму Мари остаје жива, док је у оригиналу убијена на средини филма. Поред ње, и Џастин успева да преживи иако је њему еквивалентан лик у оригиналу починио самоубиство на крају филма.